# Região Metropolitana de Toledo
A Região Metropolitana de Toledo é uma região metropolitana brasileira, localizada no Paraná. É composta por dezoito municípios, com uma população metropolitana de 398.323 habitantes, sendo Toledo o município sede.

## Municípios
- Assis Chateaubriand
- Diamante d'Oeste
- Entre Rios do Oeste
- Guaíra
- Marechal Cândido Rondon
- Maripá
- Mercedes
- Nova Santa Rosa
- Ouro Verde do Oeste
- Palotina
- Pato Bragado
- Quatro Pontes
- Santa Helena
- São José das Palmeiras
- São Pedro do Iguaçu
- Terra Roxa
- Toledo
- Tupãssi

## Transporte

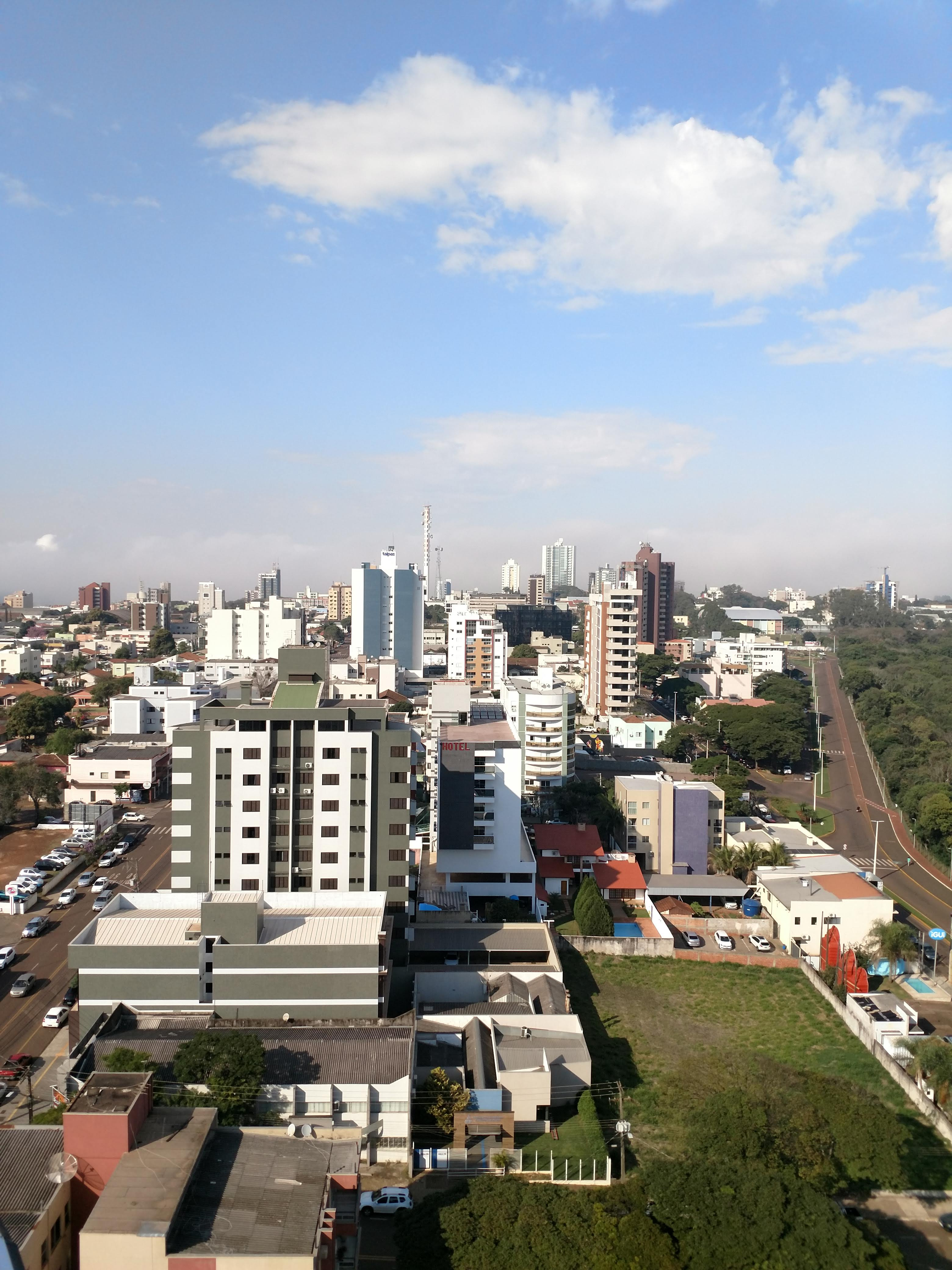
Vista parcial de Toledo.

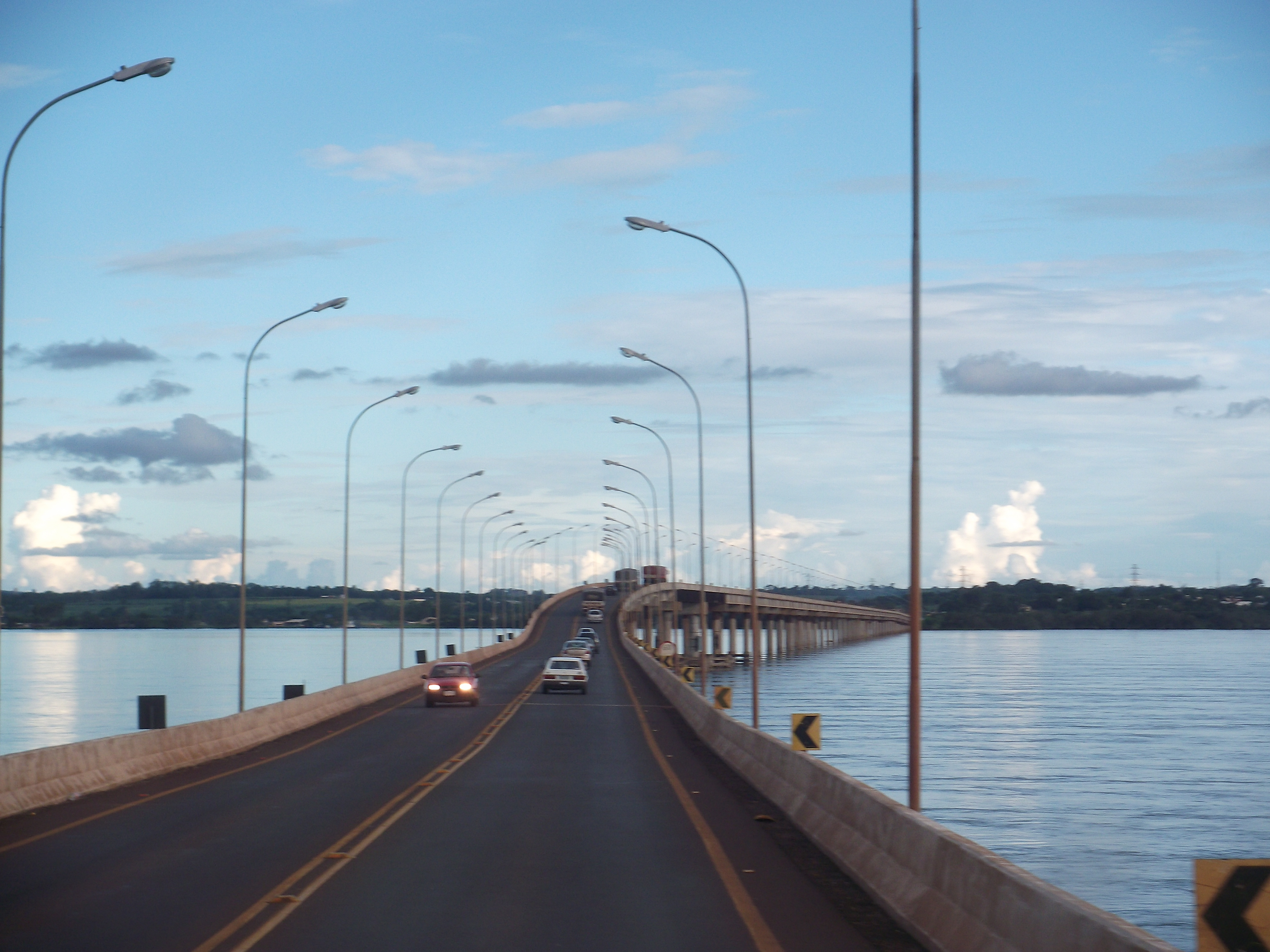
Ponte Ayrton Senna, na cidade de Guaíra.

### Rodovias
- BR-163 Trecho Toledo - Quatro Pontes - Marechal Cândido Rondon - Guaíra
- BR-467 Trecho Toledo - Cascavel
- PR-182 Trecho Toledo - Maripá - Palotina
- PR-317 Trecho Toledo - Ouro Verde do Oeste - São José das Palmeiras - Santa Helena
- PR-585 Trecho Toledo - São Pedro do Iguaçu
- PR-486 Trecho Toledo - Assis Chateaubriand
- PR-488 Trecho Santa Helena - Diamante do Oeste
- PR-364 Trecho Palotina - Assis Chateaubriand
- PR-364 Trecho Palotina - Terra Roxa
- PR-581 Trecho PR-317 - Tupãssi

### Aeroporto
O Aeroporto Municipal de Toledo (IATA: TOW, ICAO: SBTD), recebeu algumas melhorias em sua infraestrutura. A Azul Linhas Aéreas operou voos ao Aeroporto Internacional de Curitiba, de janeiro de 2019 a março de 2020, quando suspendeu a ligação por conta da Pandemia de Covid-19, tendo sua retomada em dezembro de 2021, já com a nova rota ligando o oeste paranaense à cidade de Campinas .
A região metropolitana também conta com os aeroportos de Guaíra (IATA: GGJ; ICAO: SSGY), Marechal Cândido Rondon (ICAO: SSCR) e Palotina (ICAO: SSPT), somente Guaíra possuindo voos comerciais operados pela companhia Azul Conecta três vezes por semana com aeronaves Cessna 208B Grand Caravan fazendo a ligação da fronteira até a capital do estado.

## Região Metropolitana de Cascavel
Com a instituição do Estatuto da Metrópole, a Região Metropolitana de Toledo não é considerada como tal, pelo fato de não se enquadrar à lei 13.089/2015, por não ser uma capital regional.
Por este motivo, iniciaram-se discussões acerca da readequação da Região Metropolitana de Cascavel, que passaria a incluir os municípios da Microrregião de Toledo e da Microrregião de Foz do Iguaçu.
Em 2018, o governo federal concedeu prazo de quatro anos para que a Região Metropolitana de Toledo seja extinta, com a opção de seus municípios se integrarem à Região Metropolitana de Cascavel.
Em 2022 foi aprovana pela Assembleia Legislativa do Paraná, a Lei nº 21.353/23, que criou a Agência de Assuntos Metropolitanos do Paraná - AMEP, que tratará da organização de todas as regiões metropolitanas do estado, a saber: Curitiba, Londrina, Maringá e Cascavel.